# Недоблицы
Недо́блицы — деревня в Пустомержском сельском поселении Кингисеппского района Ленинградской области.

## История
Впервые упоминается в Писцовой книге Водской пятины 1500 года как сельцо Недобылицы в Ястребинском Никольском погосте Ямского уезда.
На карте Ингерманландии А. И. Бергенгейма, составленной по шведским материалам 1676 года, обозначена как деревня Nedobolits.
На шведской «Генеральной карте провинции Ингерманландии» 1704 года — как деревня Medobolotz.
Как деревня Недобылицы упомянута на карте Ингерманландии А. Ростовцева 1727 года.
Деревня Недоблицы обозначена на карте Санкт-Петербургской губернии Я. Ф. Шмидта 1770 года.
Обозначена на карте Санкт-Петербургской губернии Ф. Ф. Шуберта 1834 года как деревня Недоблицы, состоящая из 40 крестьянских дворов.

НЕДОБЛИЦЫ — деревня принадлежит дочери надворного советника Чоблокова Олимпиаде, число жителей по ревизии: 113 м. п., 133 ж. п. (1838 год)

В пояснительном тексте к этнографической карте Санкт-Петербургской губернии П. И. Кёппена 1849 года она записана как деревня Nedoblitz (Недоблицы) и указано количество её жителей на 1848 год: савакотов — 2 ж. п., русских — 10 дворов.
На карте профессора С. С. Куторги 1852 года обозначена деревня Недоблицы из 40 дворов.

НЕДОБНИЦЫ — деревня тайного советника, сенатора Веймарна, 10 вёрст почтовой, а остальное по просёлочной дороге, число дворов — 46, число душ — 113 м. п. (1856 год)

НЕДОБЛИЦЫ — деревня владельческая при реке Хревице, по правую сторону 1-й Самерской дороги, число дворов — 42, число жителей: 158 м. п., 159 ж. п.; Часовня. (1862 год)

НЕДОБЛИЦЫ — деревня, число жителей по X-ой ревизии 1857 года: 110 м. п., 125 ж. п., всего 235 чел.

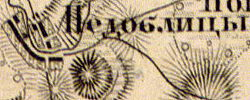
Деревня Недоблицы на карте 1863 года

НЕДОБЛИЦЫ — деревня, по земской переписи 1882 года: семей — 47, в них 123 м. п., 153 ж. п., всего 270 чел.

В 1884 году временнообязанные крестьяне деревни выкупили свои земельные наделы у княгини Л. А. Оболенской и стали собственниками земли.

НЕДОБЛИЦЫ — деревня, число хозяйств по земской переписи 1899 года — 46, число жителей: 101 м. п., 119 ж. п., всего 220 чел.;
 разряд крестьян: бывшие владельческие; народность: русская

В конце XIX — начале XX века деревня административно относилась к Ястребинской волости 1-го стана Ямбургского уезда Санкт-Петербургской губернии.
С 1917 по 1924 год деревня Недоблицы входила в состав Недоблицкого сельсовета Ястребинской волости Кингисеппского уезда.
С 1924 года в составе Пустомержского сельсовета.
С 1926 года вновь в составе Недоблицкого сельсовета. Согласно данным переписи населения СССР 1926 года в деревне Недоблицы проживал 231 человек — большинство русские, а также финны и эстонцы.
С февраля 1927 года в составе Кингисеппской волости. С августа 1927 года в составе Молосковицкого района.
С 1928 года в составе Беседского сельсовета.

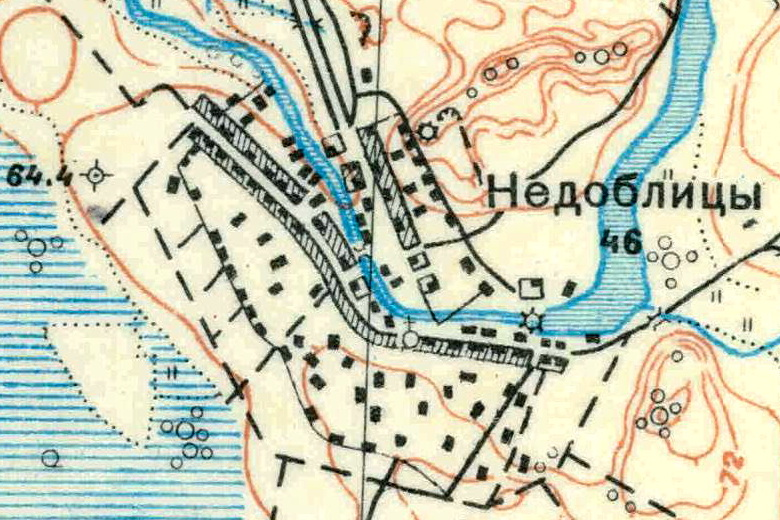
План деревни Недоблицы. 1930 год

Согласно топографической карте 1930 года деревня насчитывала 46 дворов. В деревне находилась деревянная часовня и водяная мельница.
С 1931 года в составе Волосовского района.
По данным 1933 года деревня Недоблицы входила в состав Беседского сельсовета Волосовского района.
С 1935 года в составе Кингисеппского района.
Согласно топографической карте 1938 года деревня насчитывала 48 дворов.
Деревня была освобождена от немецко-фашистских оккупантов 31 января 1944 года.
В 1958 году население деревни Недоблицы составляло 164 человека.
По данным 1966, 1973 и 1990 годов деревня Недоблицы также находилась в составе Пустомержского сельсовета Кингисеппского района.
В 1997 году в деревне Недоблицы проживали 47 человек, в 2002 году — 52 человека (русские — 98 %), в 2007 году — 61.

## География
Деревня расположена в восточной части района на автодороге 41К-590 (подъезд к дер. Недоблицы).
Расстояние до административного центра поселения — 4 км.
Расстояние до ближайшей железнодорожной станции Веймарн — 6,5 км.
Через деревню протекает река Хревица.

## Демография
| 1862 | 2007 | 2010 | 2017 |
| ---- | ---- | ---- | ---- |
| 317  | ↘61  | ↘51  | ↗54  |

### Национальный состав
Согласно данным Всероссийской переписи населения 2021 года в деревне проживали 57 человек, из них:
 русские — 53, армяне — 3, греки — 1 человек.

## Улицы
Слободская.